# Селява чорноморська
{{#ifeq:0|0|{{#if:|{{#if:Alburnussarmaticus|[[]}}|}}}}
Селява чорноморська, або шемая чорноморська (Alburnus sarmaticus) — риба родини ялецевих (Leuciscidae). Поширена у прісних водах Східної Європи: річки Південний Буг і Дніпро в межах України, Дунай в Україні, Румунії та Болгарії; також річки Купа і Сава. Бентопелагічна риба, сягає 25 см завдовжки.